# Chalais, Indre
Chalais är en kommun i departementet Indre i regionen Centre-Val de Loire i de centrala delarna av Frankrike. Kommunen ligger i kantonen Bélâbre som tillhör arrondissementet Le Blanc. År 2022 hade Chalais 151 invånare.

## Befolkningsutveckling
Antalet invånare i kommunen Chalais
Referens:INSEE